# Дубинин, Иван Владимирович
Иван Владимирович Дубинин (1914-1944) — Гвардии красноармеец Рабоче-крестьянской Красной Армии, участник Великой Отечественной войны, Герой Советского Союза (1945).

## Биография
Иван Дубинин родился 25 мая 1914 года в деревне Николаевка (ныне — Покровский район Орловской области). После окончания семи классов школы работал в колхозе, позднее переехал в город Зугрэс Донецкой области Украинской ССР, работал там в военизированной охране. В 1936—1938 годах проходил службу в Рабоче-крестьянской Красной Армии. В 1943 году повторно был призван в армию. С октября того же года — на фронтах Великой Отечественной войны. Участвовал в освобождении Запорожской и Херсонской областей, Крыма. К апрелю 1944 года гвардии красноармеец Иван Дубинин был автоматчиком 70-го гвардейского стрелкового полка 24-й гвардейской стрелковой дивизии 2-й гвардейской армии 4-го Украинского фронта. Отличился во время освобождения Севастополя.
В ночь с 8 на 9 мая 1944 года десантная группа, в которую входил и Дубинин, переправилась через Северную бухту, но практически сразу же была обнаружена противником. Против десантников были брошены крупные пехотные и танковые силы, по их позициям вела огонь немецкая артиллерия. Тем не менее, десанту удалось выполнить свою основную задачу — отвлечь внимание противника от переправы основных сил полка. В результате боя из всей группы в живых остался только Дубинин, который сумел продержаться до подхода подкреплений. Вечером того же дня в одном из последних боёв на западной окраине Севастополя Дубинин получил смертельное ранение. Похоронен в селе Фруктовое в черте Севастополя.
Указом Президиума Верховного Совета СССР от 24 марта 1945 года за «образцовое выполнение боевых заданий командования на фронте борьбы с немецкими захватчиками и проявленные при этом отвагу и геройство» гвардии красноармеец Иван Дубинин посмертно был удостоен высокого звания Героя Советского Союза. Также был награждён орденом Ленина и медалью. Навечно зачислен в списки личного состава воинской части.